# Nieder-Ramstadt
Nieder-Ramstadt (lokal Dialekt: Nidder-Ramschd) er en landsby i kommunen Mühltal som In der Mordach bliver talt til i Darmstadt-Dieburg i Hessen. Landsbyen ligger ved bredden af Modau. 
Befolkningen er 5.967 (30. juni 2009).
49°49′17″N 8°41′59″Ø / 49.8214°N 8.6997°Ø